# Hendrik Redeker
Hendrik Redeker (* 23. September 1990) ist ein deutscher Biathlet und Läufer.
Hendrik Redeker ist Student und lebt in Meinersen. Er startet für den SV Jembke und wird von Frank Hübner trainiert. Er nahm an den Weltmeisterschaften 2009 in den Crosslauf-Juniorenrennen teil und wurde in Oberhof Achter des Sprints und 17. der Verfolgung. Mit der Staffel wurde er Siebter. Es folgten die Europameisterschaften 2010 in Osrblie, bei denen Redeker mit Thordis Arnold, Lena Schäfer und Niklas Heyser im Mixed-Staffelrennen Sechster wurde. Bei den Europameisterschaften 2011 in Martell kamen die Ränge elf im Sprint und erneut 17. in der Verfolgung hinzu. Seit 2012 tritt er bei den Männern an. In Duszniki-Zdrój gewann er mit der Verfolgung erstmals ein Rennen des IBU-Sommercups. Erste internationale Meisterschaften wurden die Sommerbiathlon-Europameisterschaften 2012 in Osrblie, bei denen Redeker im Sprint mit fünf Fehlern 25. von 27 Startern wurde. Beim Verfolgungsrennen verbesserte er sich dank nur sieben Fehlern auf den 20. Rang. Zum Abschluss wurde er für das Mixed-Staffelrennen, wo er an der Seite von Judith Wagner, Grit Otto und Michael Herr Fünfter wurde. Eine bessere Platzierung scheiterte unter anderem an vier Strafrunden, die Redeker laufen musste.